# 이현순
이현순 (李賢淳, Lee Hyung-soon , 1950년 11월 11일 ~ ) 두산그룹 고문 (전 현대자동차 부회장, 전 두산 부회장)

## 학력
- 1973 서울대학교 기계공학과 졸업

- 1979 미국 뉴욕주립대학(스토니부룩) 대학원 기계공학 석사
- 1982 미국 뉴욕주립대학(스토니부룩) 대학원 기계공학 박사

## 경력
- 1984 현대자동차 부장
- 1993~1996 현대자동차 가솔린, 디젤엔진 R&D담당 이사
- 1997 현대자동차 울산연구소장 상무이사
- 1999~2001 현대자동차 남양연구소장 전무이사
- 2001.05~2005.05 현대자동차 파워트레인연구소 소장, 부사장
- 2003.11~2005.12 한국자동차공학회 부회장
- 2005.06~2011.03 현대자동차 연구개발총괄본부 사장, 부회장
- 2006.01~2006.12 제19대 한국자동차공학회 회장
- 2009.08 한국산업기술진흥협회 최고기술책임자클럽 대표간사
- 2011.06 서울대학교 기계항공공학부 객원교수
- 2011.07 두산인프라코어 자문
- 2011.11 제3기 국민경제자문회의 자문위원
- 2014.03~ 두산 경영혁신부문 부회장
- 2014.11~ 한국뉴욕주립대학 기계공학과 석좌교수
- 한국공학한림원 정회원
- 2015.04 제6대 울산과학기술원 이사장
- 2023.11~ 제12대 중앙대학교 이사장

## 포상
- 2005 금탑산업훈장
- 2007 제17회 상허대상
- 2008 최고기술책임자부문 기술경영인상(한국산업기술진흥협회)
- 2009 한국공학한림원 대상
- 2009 대한민국 최고과학기술인상

## 생애 및 업적
이현순 부회장은 가솔린과 디젤을 포함한 차량용 엔진과 변속기의 자체 개발을 선도하고 미래 기술 트렌드를 앞장서서 제시한 한국 자동차공학의 최고기술책임자(CTO)다.
그는 한국전쟁 중에 태어났으며 서울대학교 기계공학과를 마치고 공군사관학교 기계과 교관으로 복무 후 미국으로 유학을 가 뉴욕주립대학(스토니부룩) 대학원에서 비행기 엔진을 공부하여 박사학위를 받았다. 1982년 학위를 받은 그는 세계 최고의 자동차회사 제너럴모터스(GM) 자동차연구소에 입사하여 엔진개발실에서 근무했다. 이 무렵 현대 그룹은 뒤늦게 출발한 자동차산업에 역점을 두며 신엔진개발계획을 세우고 이를 주도할 인재를 찾고 있었다. 30대 중반의 그는 정주영 회장의 요청으로 1984년 이 프로젝트를 맡아 새로운 마북리연구소를 세우고 연구인력을 확보하며 엔진 개발에 나섰다. 그가 내세운 연구 개발의 전략은 다른 곳보다 ‘앞선 기술을 먼저 개발’하는 것이었다.
그는 차량용 엔진과 변속기 개발에서 특출난 성취를 거두었다. 연구 불모지에서 무모해 보이는 차세대 엔진 개발에 나섰다. 1991년 독자 개발로 만든 첫 국산 알파엔진은 전자분사식으로 출력과 연비 향상을 이루며 엑센트 수출에 크게 기여했다. 뒤를 이어 소형용 뉴알파엔진(1994), 베타엔진(1995), 입실론엔진(1997), 중형용 델타엔진(1998), 시그마엔진(1998), 대형용 오메가엔진(1999) 등을 연달아 개발하여 승용차 가솔린엔진 전체 라인업에 대한 독자모델 체제를 구축했다. 2002년에는 일명 월드엔진으로 불린 세계 최고의 세타Ⅰ엔진을 개발하여 신형 쏘나타에 탑재하고 다임러크라이슬러와 미쓰비시에 엔진설계 기술을 수출함으로써 그 우수성을 입증했다. 타우엔진(2008)은 엔진 부분 최고 권위의 상인 워즈오토 10대 엔진상을 수상했고 이를 탑재한 제네시스는 2009년 북미 올해의 차에 선정되었다. 아울러 버스나 트럭용만이 아니라 승용차용 디젤엔진 개발의 중요성도 제기하며 U(1리터), R(2리터), S(3리터)디젤엔진도 잇따라 개발했다.
다음으로 그는 향후 자동차산업이 나아갈 미래의 기술 트렌드도 앞서서 제시했다. 발전 전략의 하나는 장차 주류로 자리잡을 친환경적인 자동차를 개발하는 것이고, 다른 하나는 우리의 강점인 IT기술을 자동차에 접맥하여 미래 신기술을 확보하는 것이었다. 1995년부터 친환경 차량기술 개발을 추진해 일찍이 주요 부품을 국산화한 하이브리드 차를 양산하고, 뒤이어는 수소 연료전지 차를 앞장서서 개발해 나갔다. 수소차는 현대자동차가 세계에서 선구적으로 추진하고 있는 원대한 기술도전 프로젝트였다. 2005년에는 이를 종합적으로 선도해 나갈 환경기술연구소를 세계 최초로 세웠다. 다른 한편으로는 최신의 전자, IT, 소프트웨어의 성과를 자동차에 전면적으로 활용하여 세계 일류의 자동차 신기술을 선도하고자 했다. 이를 통해 멀지 않은 시기에 자동차의 새로운 패러다임이 될 친환경 차, IT시스템화, 자율주행에 대비하는 미래 지향적 노력을 기울였다.
그는 기업의 연구 기반과 문화 구축에서도 남다른 역량을 발휘했다. 현대자동차 남양기술연구소를 뛰어난 기술력과 연구인력을 갖춘 세계적인 연구소로 만들었다. 전세계 주요 생산거점에는 연구개발센터를 설치하여 현지 시장에 맞는 차량 개발을 할 글로벌 R&D 네트워크를 갖추었다. 연구소의 비효율적인 제도와 관행을 개선하여 연구원들의 열정과 도전정신을 불러일으키는 데에도 남다른 노력을 기울였다. ‘사람이 곧 기술력’이라는 생각으로 연구원들이 자신의 역량을 최대로 키우고 발휘할 수 있는 여건을 마련하고자 힘썼다.
이로써 그는 IR52장영실상(1991)을 비롯하여 전국발명대회 대통령 표창(1996), 금탑산업훈장(2005), IMI 기술경영인상 대상(2006), 한국산업기술진흥협회 기술경영인상(2008), 한국공학한림원 대상(2009), 대한민국 최고과학기술인상(2009), 대한민국 100대 기술과 주역(2010) 등 최고의 영예를 얻었다. 나아가 그는 현대자동차 연구소장을 거쳐 현대자동차 연구개발총괄본부 부회장, 한국자동차공학회 회장, 한국뉴욕주립대학 기계공학과 석좌교수, 울산과학기술원 이사장, 국가과학기술자문위원, 국가과학기술위원, 국민경제자문위원 등의 중책을 맡았다. 
현대자동차를 퇴임한 그는 두산 경영혁신부문 부회장으로 활동하며 그룹의 신기술 개발을 지휘하는 또 다른 역할을 맡고 있다. 짧은 기간에 이미 두산리서치컴플렉스를 세우는 기획안을 만드는 가운데, 초대형 전차엔진을 개발하고 발전용 연료전지, 무인건설장비, 협동로봇, 수소 드론 등 신기술 확보에 나서고 있다. 그의 야심찬 기술적 도전은 여전히 진행 중이어서 그 놀라운 성취가 어디로까지 이어질지 기대된다.